# Kościół św. Andrzeja Apostoła w Rożnowicach
Kościół św. Andrzeja i Św. Anny w Rożnowicach – rzymskokatolicki kościół parafialny, położony w centrum Rożnowic, należący do dekanatu bieckiego w diecezji rzeszowskiej. Kościół zbudowany został w XVIII wieku, należy do cenniejszych drewnianych obiektów sakralnych w Małopolsce i obok kościoła św. Michała Archanioła w Szalowej stanowi jeden z najwybitniejszych przykładów zastosowania form barokowych w drewnianej architekturze sakralnej. 
Świątynia znajduje się na szlaku architektury drewnianej województwa małopolskiego. 

## Historia
Kościół położony jest w centrum wsi, na wzgórzu. Został zbudowany w latach 1756–1764 na miejscu wcześniejszej świątyni (świadczą o tym odkryte podczas prac remontowych pod koniec XX w. resztki fundamentów), staraniem ówczesnego proboszcza parafii w Rożnowicach, ks. Pawła Gołkowskiego. Konsekrowany został w 1850 roku przez biskupa przemyskiego Franciszka Wierzchleyskiego. Na początku 1992 roku miała miejsce kradzież. Skradziono wówczas z ołtarza MB Częstochowskiej figurki aniołków i krzyż z wizerunkiem Ukrzyżowanego, z zakrystii grupę Ukrzyżowania, natomiast ze skarbca Krzyż. Była to najprawdopodobniej kradzież na zamówienie, a złodzieje natychmiast wywieźli figurki za granicę. Rzeźby nigdy nie zostały odnalezione . 4 sierpnia 1992 roku od pioruna spłonęła wieża – dzwonnica, zabytkowe organy oraz dach kościoła. Po pożarze dach tymczasowo pokryto blachą. Charakterystyczna wieża, z szeregiem usytuowanych jeden nad drugim okapników, została odbudowana w latach 2010-2011, a do 2013 r. wykonano nowy dach pokryty gontem oraz sklepienia kolebkowe w nawie głównej i nawach bocznych. W latach 2016–2018 ściany zostały oszalowane nowymi gontami.  

## Korpus główny
Jest to budowla drewniana, trójnawowa, konstrukcji zrębowej, z prezbiterium zamkniętym trójbocznie. Nawa kryta prostym dachem dwuspadowym z wieżyczką sygnaturki na kalenicy. Nawy boczne oddzielone są od nawy głównej imitowanymi w drewnie kolumnami. Unikalna w tym kościele jest faliście wygięta belka tęczowa.

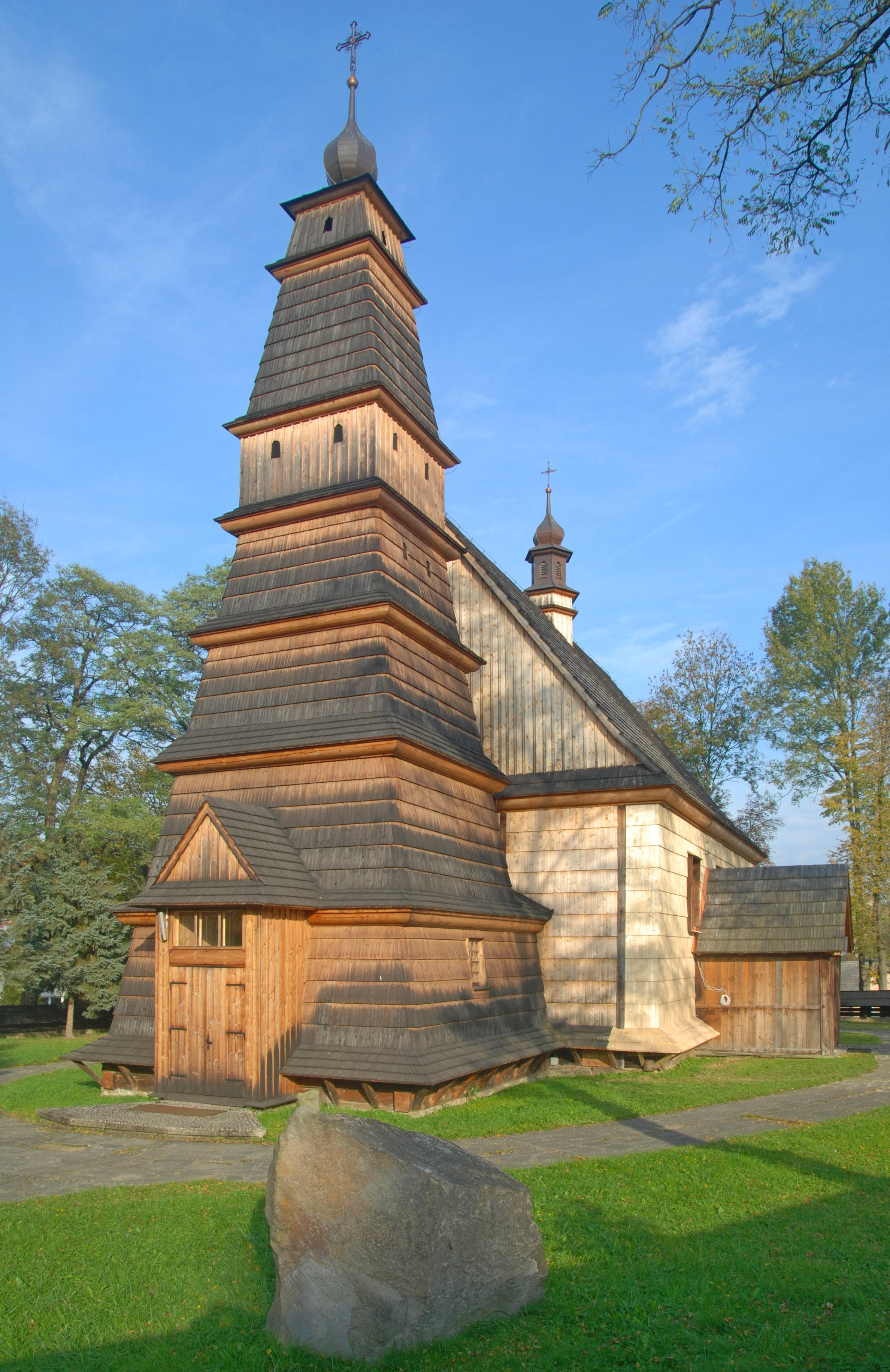
Elewacja zachodnia
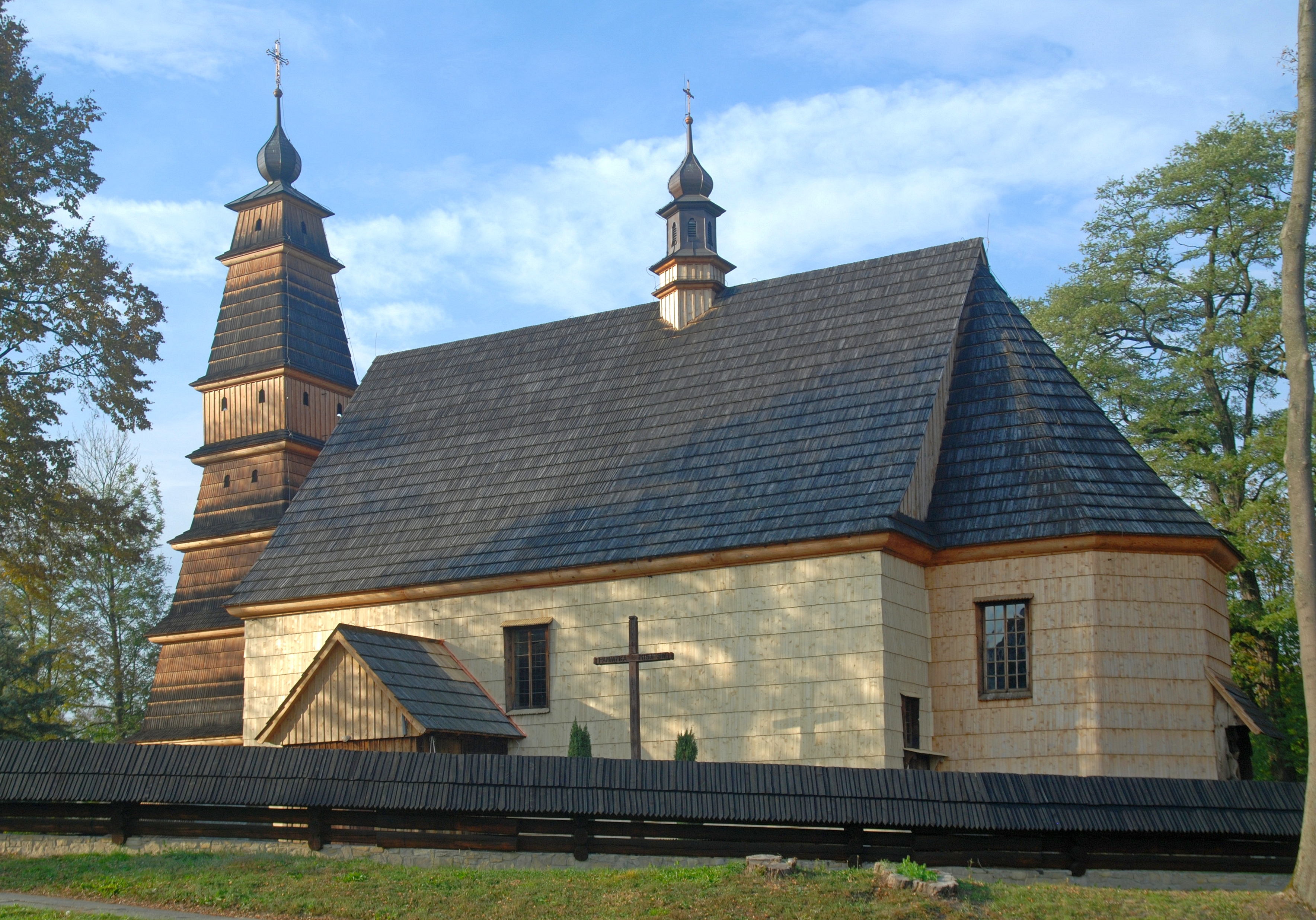
Elewacja południowa
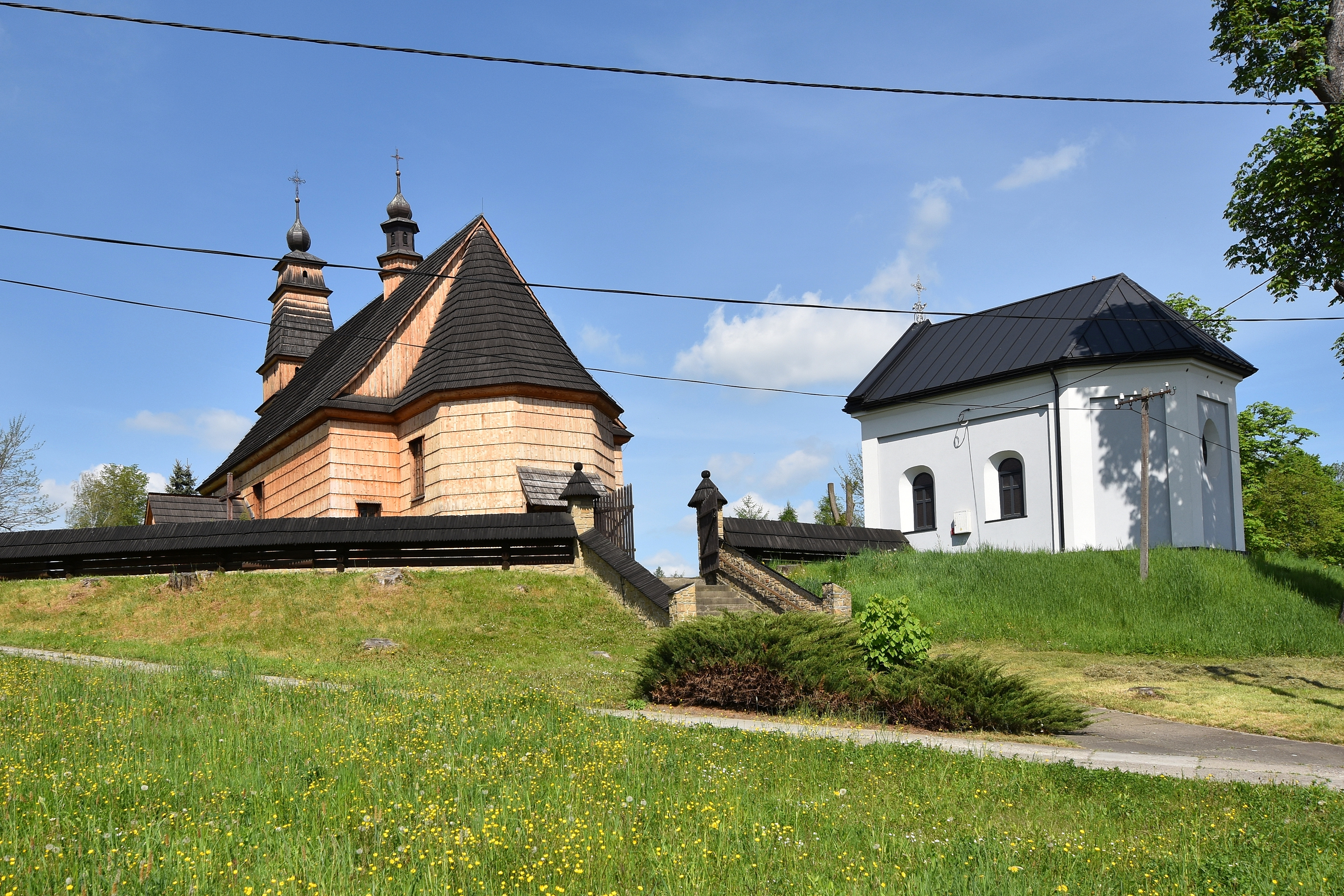
Widok ogólny od strony wschodniej

## Wieża kościelna
Wieża o niespotykanym kształcie przypominająca orientalną pagodę – wolnostojąca, przylegająca jedynie w części do kościoła. Drewniana, konstrukcji słupowej. Zwieńczona pozorną izbicą z wysmukłym czterospadowym dachem z kopułką. Na ścianach szalowanych gontem okapy na kilku poziomach.  

## Wystrój
Wystrój wnętrza generalnie późnobarokowy urządzony w dużej mierze przez ks. Józefa Kantego Wiśniowskiego. U góry ścian widoczne klasycystyczne esownice, mniej okazałe w zakrystii. Wyposażenie świątyni pochodzi głównie z XVIII, m.in. trzy rokokowe ołtarze: ołtarz główny (z obracanymi niszami z rzeźbami Matki Boskiej z Dzieciątkiem, Chrystusa Bolesnego, Chrystusa Zmartwychwstałego i św. Andrzeja), św. Anny i Matki Boskiej Częstochowskiej. W prezbiterium stoi barokowa chrzcielnica. Do najstarszych elementów wyposażenia należą m.in. dwa krucyfiksy: jeden z ok. 1380–1390 r., drugi natomiast z XVI wieku , jest również wiele rzeźb i  feretron Św. Andrzeja i Anny, oraz kilka cennych obrazów. W kościele znajdowały się  bardzo cenne późnobarokowe organy, które spłonęły w 1992 r. Początkowo w kościele znajdowały się cztery dzwony (nie licząc sygnaturki). Do dziś zachował się tylko największy z nich – trzy pozostałe zostały zabrane przez Niemców w czasie I wojny i II wojny światowej.

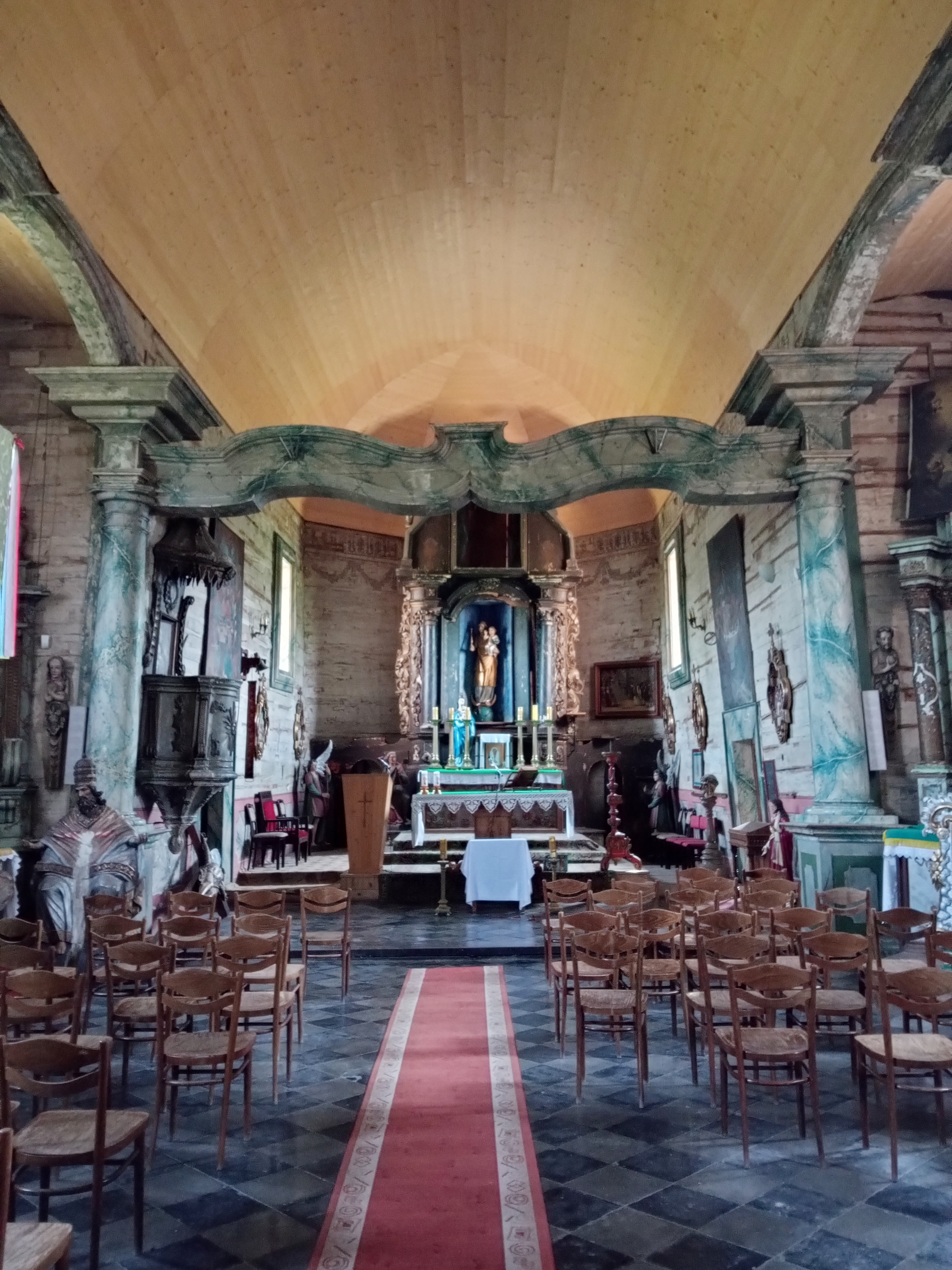
Wnętrze
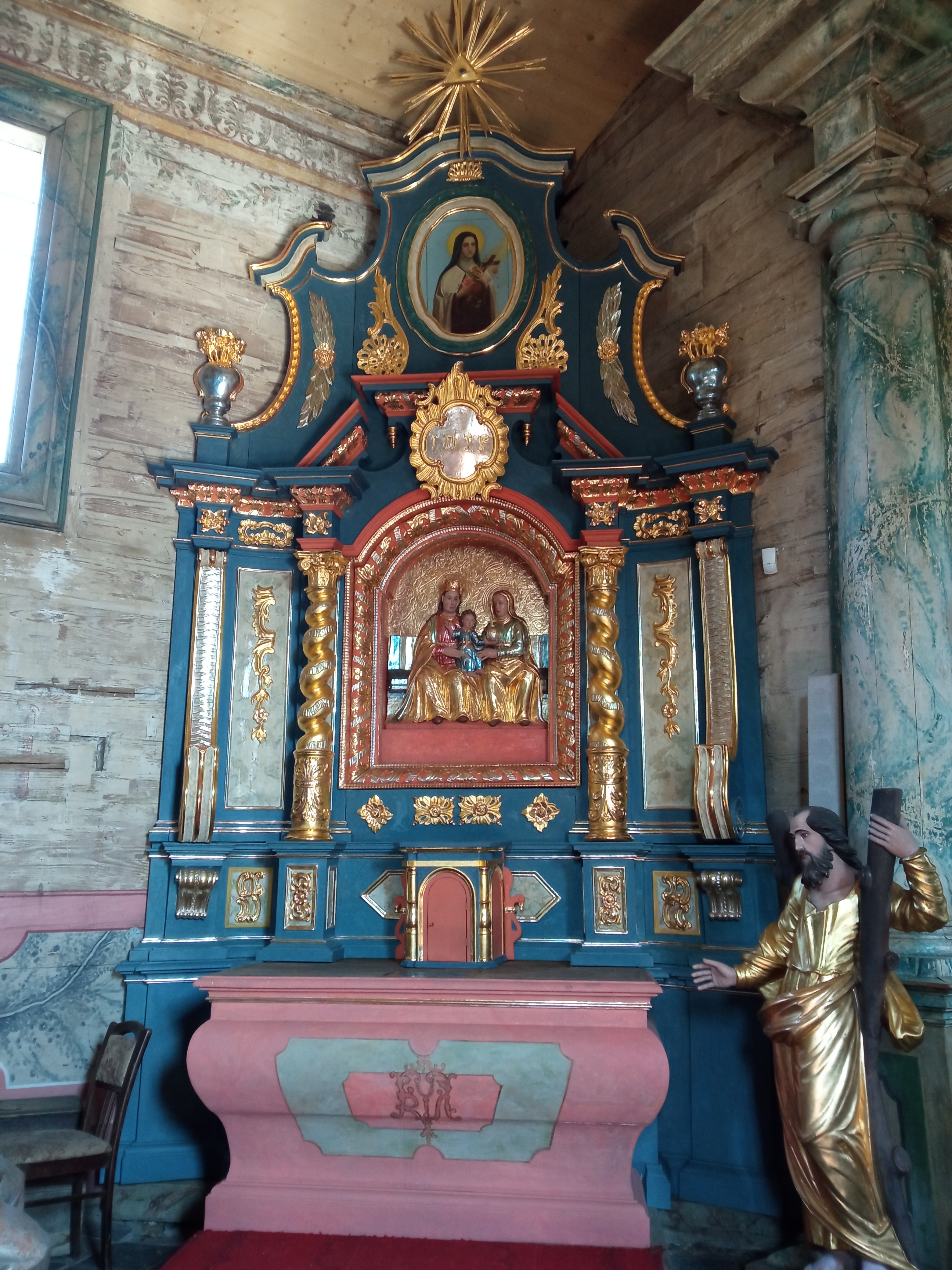
Ołtarz Świętej Anny
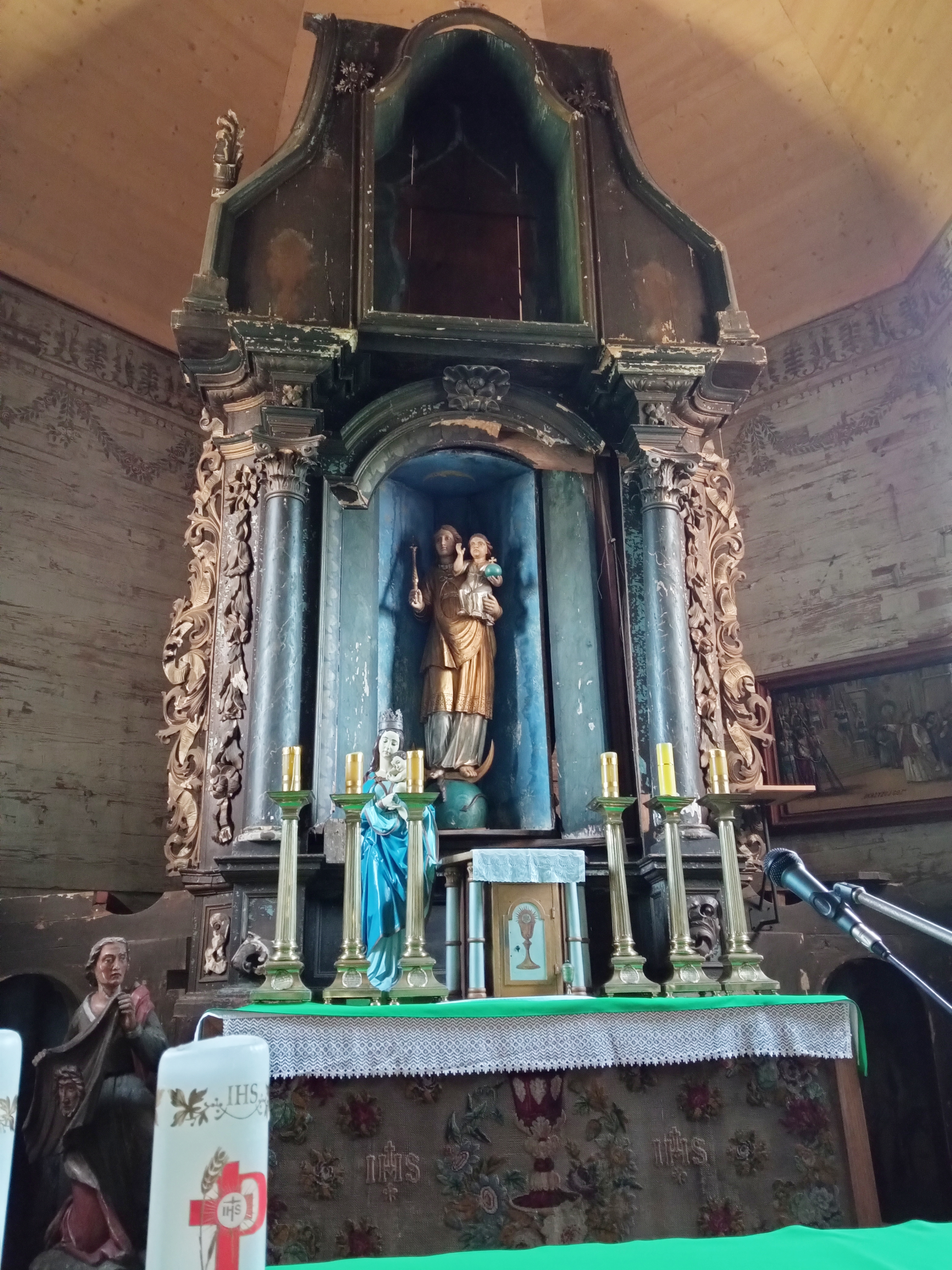
Ołtarz Główny

## Polichromia
Polichromia neoklasycystyczna o motywach roślinnych i geometrycznych, wykonana w 1787 r. przez Jana Kozickiego, obejmująca oprócz ścian również kolumny, chór, obramienia okien i drzwi oraz zamykane ławki, została jednak przemalowana w 1894 roku. Odsłonięto ją z powrotem podczas konserwacji kościoła w latach 1970–1975. Polichromia z XIX w. składała się z czterech przedstawień na sklepieniach w prezbiterium. Były to: „Wniebowzięcie NMP”, w nawie głównej „Przemienienie Pańskie”, w nawie południowej przedstawienie Św. Anny nauczającej Maryję, w nawie północnej  Św. Andrzeja. Po stwierdzeniu w 1973 r., że na sklepieniach nie ma żadnej pierwotnej dekoracji malarskiej, postanowiono stworzyć nowe projekty obrazów, bardziej współgrających z wnętrzem. Wcześniejsze przedstawienia zakryto płótnem, a na ich miejsce wykonane zostały dwa nowe przedstawienia: w prezbiterium było to „Zwiastowanie NMP”, a w nawie głównej „Adoracja Dzieciątka” .

## Otoczenie
Kościół otoczony jest ogrodzeniem z belek drewnianych, wzniesionym na kamiennej podmurówce, krytym daszkiem gontowym. W ciągu ogrodzenia znajdują się dwie bramki oraz murowana kaplica grobowa hrabiów Więckowskich. 
Wejście główne do kościoła znajduje się pod wieżą, zaś boczne przez kruchtę, przystawioną do ściany od strony południowej.

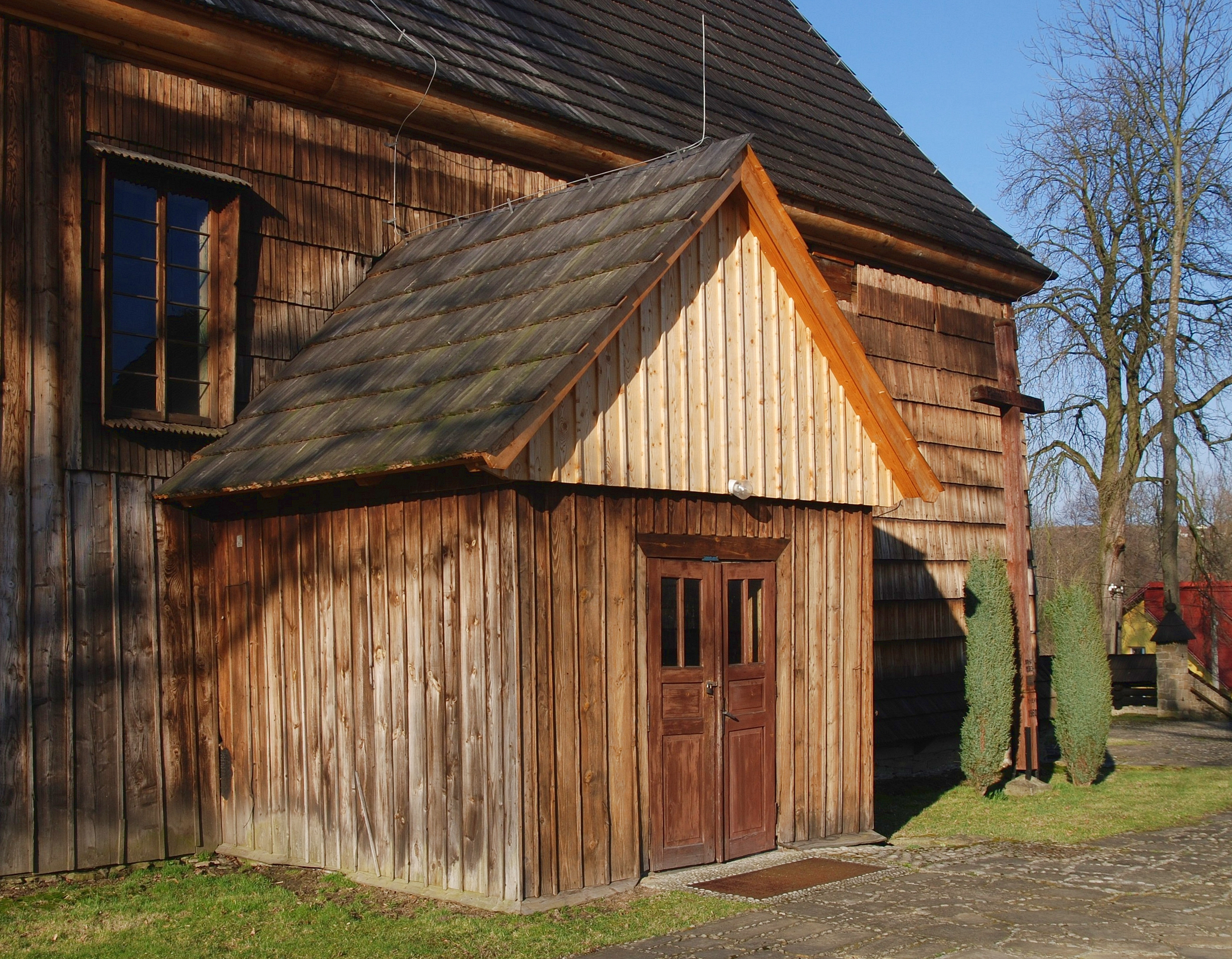
Kruchta i krzyż misyjny
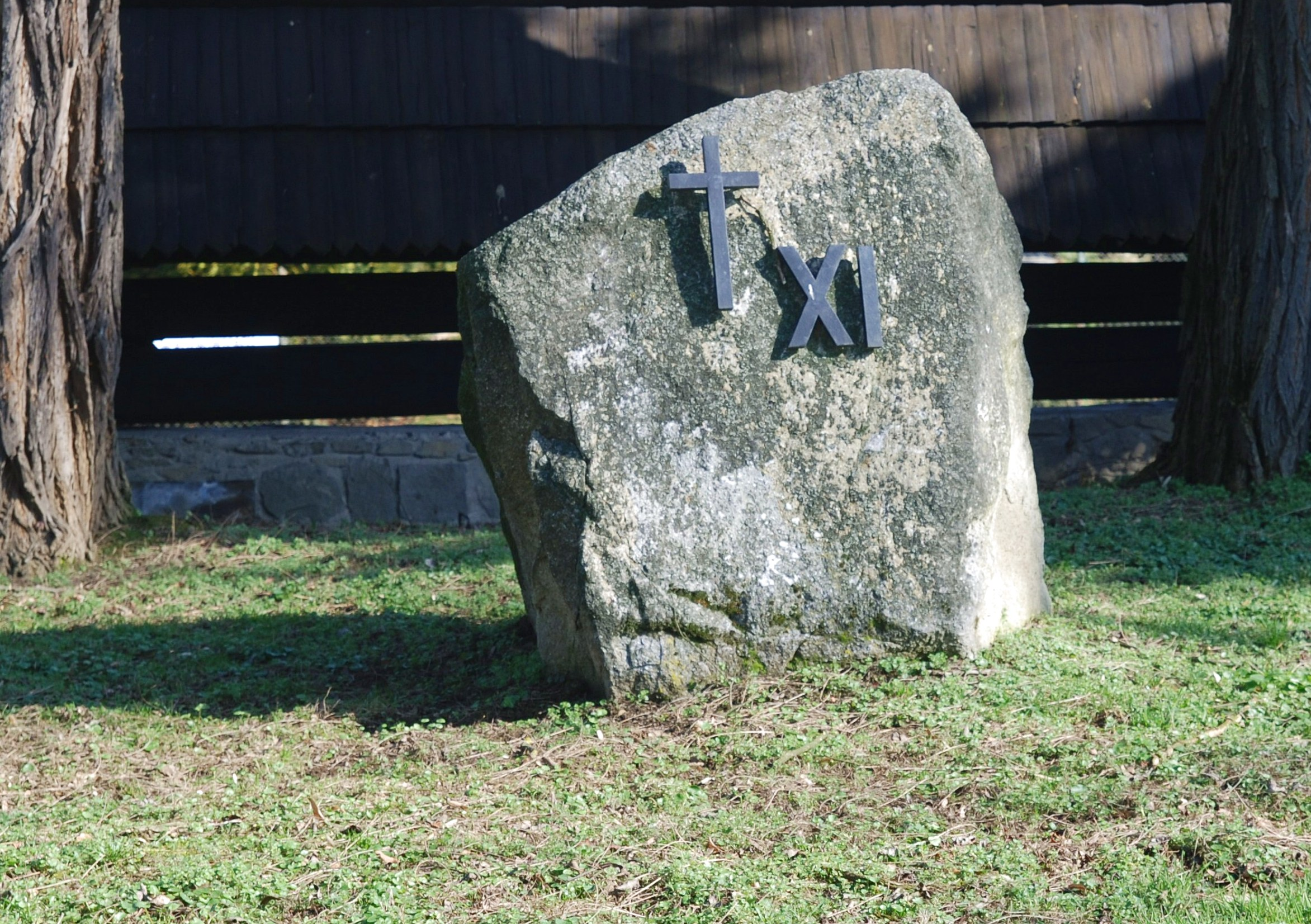
Stacja kamiennej drogi krzyżowej
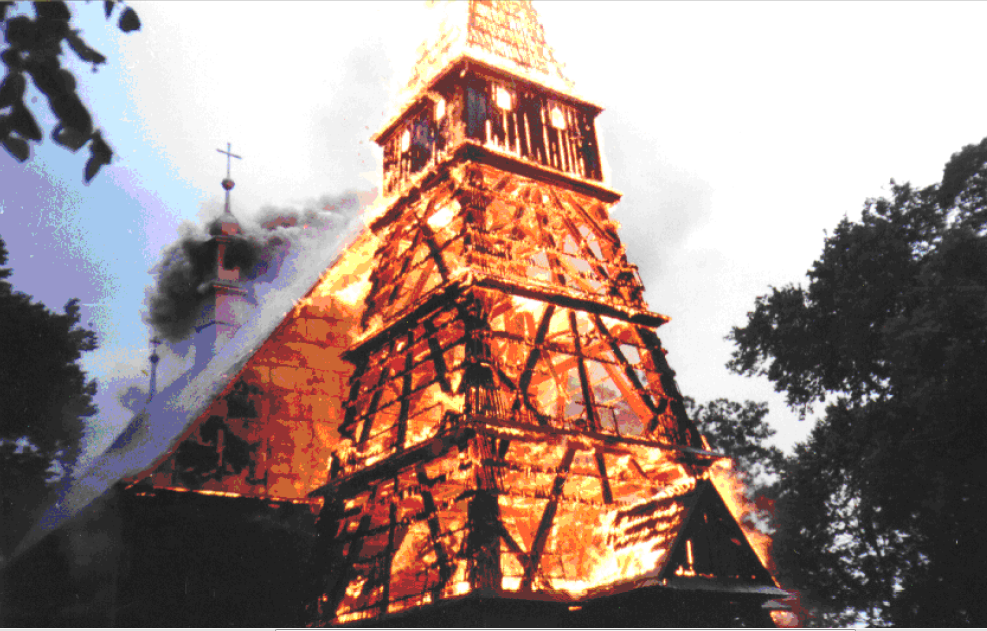
Pożar kościoła w 1992